# Цунцген
Цунцген (нем. Zunzgen) — коммуна в Швейцарии, в кантоне Базель-Ланд. 
Входит в состав округа Зиссах. Население составляет 2494 человека (на 31 декабря 2007 года). Официальный код  —  2869.